# 마사 매카이작
마사 매카이작(영어: Martha MacIsaac, 1984년 10월 11일 ~ )은 캐나다의 배우이다.

## 출연 작품

### 드라마
- 꿈꾸는 소녀 에밀리 - 에밀리 역

### 영화
- 빌리 진 킹: 세기의 대결 - 제인 바트코비치 역